# آل بوبك سعيد (الصومعة)

تعديل مصدري - تعديل

آل بوبك سعيد هي إحدى قرى عزلة الفروي(ذي مسنام) بمديرية الصومعة التابعة لمحافظة البيضاء، بلغ تعداد سكانها 156 نسمة حسب تعداد اليمن لعام 2004.